# Augustea
Augustea est une entreprise Italienne de transport maritime. Elle a toujours été détenue et dirigée par la famille Cafiero. Fondée en 1629 et encore en activité en 2009, sa longévité lui permet de faire partie de l'Association des Hénokiens.

## Historique
Tout commence en 1629, quand Pietrantonio Cafiero crée le fonds de solidarité « Monte della S.S. Annunziata dei Cafiero » pour venir en aide aux marins capturés par les pirates.
L'entreprise reste un acteur important du transport maritime du sud de l'Italie au fil des siècles. Tout au long du XIXe, elle se développe dans ses métiers de base, le sauvetage et le transport en mer.
À la mort de Salvatore Cafiero en 1982, la société maritime est partagée entre ses quatre filles : la Cafima est attribuée à Maria Laura, Augustea à Paola, la Cafimar à Sandra, et la Scafi à Bruna.
En 2004, Augustea rachète Anchor Marine Transportation Ltd, le plus grand opérateur indépendant de barges de haute mer de Grande-Bretagne. En 2015, avec les sociétés Cafimar et Scafi (détenues par la famille Cafiero), Augustea forment le groupe Italtugs spécialisé dans les remorqueurs et les services portuaires.
En 2019, Augustea revend le panamax Federica Prima (renommé Express Prima après cette transaction) au groupe chinois Orient Express pour 8,5 millions de dollars.

## Métiers
L'entreprise exerce quatre métiers principaux :
1. le sauvetage en mer
2. le remorquage portuaire de navires
3. le remorquage en haute-mer
4. le transport maritime de marchandises